# 박정길 (프로게이머)
박정길(朴正吉, 1986년 2월 16일~ )은 대한민국의 전직 스타크래프트 프로게이머 출신 사업가이다. 프로게이머로 활동할 당시엔 TerAtO라는 아이디를 사용하며, 종족은 프로토스이다.
2002년 POS(현 MBC게임 히어로)에 입단하며 프로게이머 활동을 시작하였으며, 2004년 7월 27일 SK텔레콤 T1으로 이적하였다.
2005년 3월 31일 KOR(현 하이트 스파키즈)로 이적하였다.
2007년 은퇴를 선언하였다.

## 은퇴 이후
2009년 전북대학교 공과대학에 진학하였다.
2016년부터 코딩 교육용 로봇 제조업 로보다인시스템 CEO로 활동하였다.

## 수상 경력
- 2002년 11월 제1회 사이버문화대전 3위
- 2003년 6월 MBC게임 전자랜드배 아마최강전 1위
- 2003년 7월 제1회 여수시장배 전국 CYBER 게임대회 1위
- 2005년 12월 CYON MSL 8강
- 2006년 9월 프링글스 MSL 시즌2 16강
- 2016년 10월 제1회 삼성전자 IoT 이노베이션 챌린지 최우수상 수상
- 2017년 10월 제2회 삼성전자 IoT 이노베이션 챌린지 우수상 수상